# تريفيشت
تريفيشت هي قرية تقع في إقليم ياش في رومانيا وبلغ عدد سكانها 5,200 نسمة عام 2002.